# Trận Bạch Đăng
Trận Bạch Đăng (tiếng Trung: 白登之戰, Bạch Đăng chi chiến) là trận phục kích và vây hãm núi Bạch Đăng của quân Hung Nô do Thiền vu Mặc Đốn chỉ huy, bao vây quân Hán do Hán Cao Tổ thống lĩnh. Tuy quân Hung Nô phục kích thành công và vây hãm quân Hán, nhưng cuối cùng lại bị mắc lừa và để quân Hán thoát vây. Về phía nhà Hán, trận vây hãm đã làm tiêu tan ý định chinh phạt Hung Nô bằng vũ lực, hình thành biện pháp ngoại giao hòa thân, giao hôn và ban tặng của cải cho phía Hung Nô để đổi lấy hòa bình.

## Hoàn cảnh
Từ sau khi Tần Thủy Hoàng đánh bại Hung Nô, biên cương phía bắc yên ổn được mười mấy năm. Khi nhà Tần bị diệt, nhân miền Trung Nguyên có cuộc chiến tranh Sở Hán, Hung Nô từng bước lấn xuống phía Nam. Thời Hán Cao Tổ, Thiền vu Mặc Đốn của Hung Nô mang quân bao vây Hàn vương Tín ở đất phong là Mã Ãp. Hàn vương Tín không chống nổi, xin hòa với Mặc Đốn. Hán Cao Tổ được tin, phái sứ giả đến quở trách Hàn vương Tín. Hàn vương Tín sợ bị Hán Cao Tổ trị tội, liền đầu hàng Mặc Đốn. Mặc Đốn chiếm được Mã Ấp, tiếp tục tiến xuống phía nam, bao vây Tấn Dương. Hán Cao Tổ thân đem quân tới Tấn Dương, đối địch với Mặc Đốn.

## Chiến sự và bị vây hãm
Nhận được tin Hán đế thân chinh, Mặc Đốn quyết định dùng chiến thuật dẫn dụ đối phương vào nơi hiểm địa để tiêu diệt. Một mặt, ông sai các toán quân già yếu ra giao chiến, giả thua để lừa đối phương; mặc khác, điều tinh binh tăng viện để chuẩn bị đánh quyết định.
Mùa đông năm 200 trước Công nguyên, tuyết xuống nhiều, trời rất lạnh. Quân lính Trung Nguyên chưa từng gặp phải thời tiết lạnh như vậy, nhiều người bị chết rét, có người rụng cả ngón tay vì cóng. Nhưng quân Hán giao chiến mấy trận, quân Hung Nô đều ra vẻ thua. Sau mấy trận thua liên tiếp, nghe nói Mặc Đốn trốn đến Đại Cốc (nay ở tây bắc huyện Đại, Sơn Tây). Hán Cao Tổ vào Tấn Dương, cử người đi trinh sát, đều về báo cáo là quân của Mặc Đốn đều là tàn binh già yếu, ngựa cưỡi rất gầy còm, nếu thừa thế tiến đánh thì nhất định thắng lợi. Hán Cao Tổ sợ những tin tức đó chưa đủ tin cậy nên phái Lưu Kính đến trại Hung Nô dò xét. Lưu Kính về báo cáo: "Thần thấy người ngựa của Hung Nô đúng là đều già yếu. Nhưng thần cho rằng Mặc Đốn nhất định đã cho quân tinh nhuệ mai phục. Xin bệ hạ chớ nên mắc lừa chúng". Hán Cao Tổ nghe thấy, giận dữ mắng: "Ngươi dám nói năng xằng bậy, định ngăn cản ta tiến quân sao?", rồi sai giam Lưu Kính lại.
Quân Hán tiếp tục tiến. Khi Hán Cao Tổ dẫn một cánh quân vừa tới Bình Thành (nay ở đông bắc thành phố Đại Đồng, Sơn Tây); bỗng thấy bốn phía đều có quân Hung Nô xông tới, người ngựa đều khỏe mạnh, chẳng thấy số quân già yếu đâu. Hán Cao Tổ đành dẫn quân mở một đường máu, lui tới núi Bạch Đăng ở Đông nam Bình Thành. Thiền vu Mạo Đồn điều 40 vạn tinh binh vây chặt Hán Cao Tổ ở núi Bạch Đăng, quân Hán xung quanh không thể nào đến tiếp viện. Hán Cao Tổ và số người ngựa đi theo bị vây khốn trên núi suốt bảy ngày đêm, không có cách gì thoát ra được.

## Giải vây
Mưu sĩ Trần Bình cùng đi theo Hán Cao Tổ liền cho người mang vàng bạc, châu báu đến gặp yên chi ái thiếp của Mặc Đốn, đề nghị bà ta nói giúp với Thiền vu. Thấy nhiều vàng bạc châu báu như vậy, yên chi của Mặc Đốn rất phấn khởi liền nói với chồng: "Chúng ta chiếm đất đai của người Hán nhưng cũng không thể ở lâu được. Vả lại, thế nào rồi hoàng đế Hán cũng có đại quân tới cứu, chi bằng ta rút quân sớm thì hơn". Mặc Đốn nghe theo, sớm hôm sau, hạ lệnh cho quân Hung Nô mở ra một lối cho quân Hán rút. Nhân lúc sương mù, Hán Cao Tổ dẫn quân lặng lẽ rời khỏi núi Bạch Đăng. Trần Bình còn hạ lệnh cho quân lính sẵn sàng giương cung hướng ra hai bên, bảo vệ cho Hán Cao Tổ xuống núi. Hán Cao Tổ nơm nóp lo sợ, vừa ra thoát vòng vây, liền ra roi chạy thẳng về Quảng Vũ. Sau khi định thần, ông ra lệnh tha Lưu Kính ra, nói: "Ta không nghe theo lời ngươi nên bị Hung Nô vây ở Bạch Đăng Sơn, suýt nữa thì không còn gặp ngươi nữa."

## Ý nghĩa
Sau khi thoát khỏi miệng cọp, Hán Cao Tổ biết không đủ lực lượng để đánh Hung Nô, liền trở về Trường An. Sau đó, Hung Nô liên tục xâm phạm phía Bắc khiến Hán Cao Tổ ngày đêm lo lắng. Ông hỏi Lưu Kính nên làm thế nào. Lưu Kính nói: "Tốt nhất là nên áp dụng chính sách hòa thân, tức hai bên giảng hòa, đem con gái gả cho Thiền vu, kết làm thân thích, cùng sống hòa bình với nhau". Hán Cao Tổ nghe theo, phái Lưu Kính sang Hung Nô giảng hòa. Mặc Đốn đồng ý. Hán Cao Tổ chọn một cô gái do cung nữ sinh ra, xưng là công chúa, mang gả cho Mặc Đốn. Mặc Đốn lập nàng làm yên chi. Từ đó, triều Hán áp dụng chính sách hòa thân, tạm thời hòa hoãn quan hệ với Hung Nô.
Chính sách này còn áp dụng cho đến thời Văn đế, Cảnh đế. Thời Vũ đế, Hung Nô suy yếu, Vũ đế cử các đại tướng Vệ Thanh, Hoắc Khứ Bệnh, Lý Quảng Lợi mang quân đánh cho Hung Nô chạy tới phía bắc sa mạc Gobi.